# Nageoire adipeuse

Planche représentant l'anatomie externe du poisson.
La nageoire adipeuse porte le N° 4.

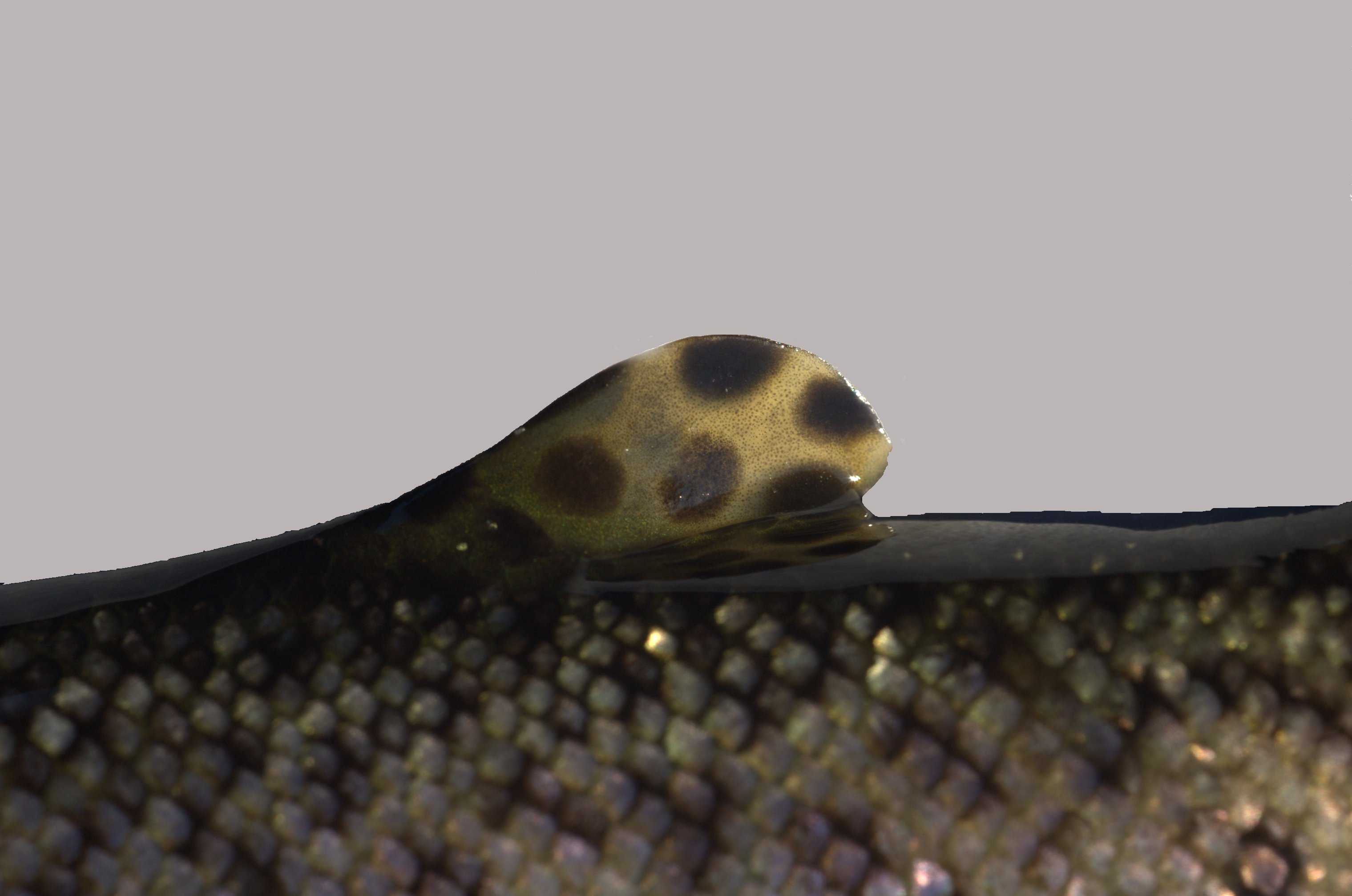
nageoire adipeuse de salmonidé.

La nageoire adipeuse ou nageoire molle d'un poisson est une nageoire impaire en rayons mous. Cette nageoire charnue se situe sur le dos, derrière la nageoire dorsale et juste avant la nageoire caudale. Elle est absente dans de nombreuses familles de poissons, mais se retrouve chez les Salmonidés, les Osméridés et les poissons-chats.